# Yoon Sung-yeul
Đây là một tên người Triều Tiên, họ là Yoon.
Yoon Sung-yeul (sinh ngày 22 tháng 12 năm 1987) là một cầu thủ bóng đá Hàn Quốc thi đấu cho Cheongju City cho mượn từ Seoul E-Land.

## Thống kê câu lạc bộ
| Thành tích câu lạc bộ | Thành tích câu lạc bộ | Thành tích câu lạc bộ | Giải vô địch | Giải vô địch | Cúp                   | Cúp                   | Tổng cộng | Tổng cộng |
| Mùa giải              | Câu lạc bộ            | Giải vô địch          | Số trận      | Bàn thắng    | Số trận               | Bàn thắng             | Số trận   | Bàn thắng |
| Nhật Bản              | Nhật Bản              | Nhật Bản              | Giải vô địch | Giải vô địch | Cúp Hoàng đế Nhật Bản | Cúp Hoàng đế Nhật Bản | Tổng cộng | Tổng cộng |
| --------------------- | --------------------- | --------------------- | ------------ | ------------ | --------------------- | --------------------- | --------- | --------- |
| 2011                  | FC Machida Zelvia     | Football League       | 14           | 0            | 0                     | 0                     | 14        | 0         |
| 2012                  | Matsumoto Yamaga FC   | J2 League             | 23           | 0            |                       |                       | 23        | 0         |
| 2013                  | Matsumoto Yamaga FC   | J2 League             | 17           | 0            | 1                     | 0                     | 18        | 0         |
| 2014                  | Matsumoto Yamaga FC   | J2 League             | 15           | 0            | 1                     | 0                     | 16        | 0         |
| Quốc gia              | Nhật Bản              | Nhật Bản              | 69           | 0            | 2                     | 0                     | 71        | 0         |
| Tổng                  | Tổng                  | Tổng                  | 69           | 0            | 2                     | 0                     | 71        | 0         |